# Wilanów

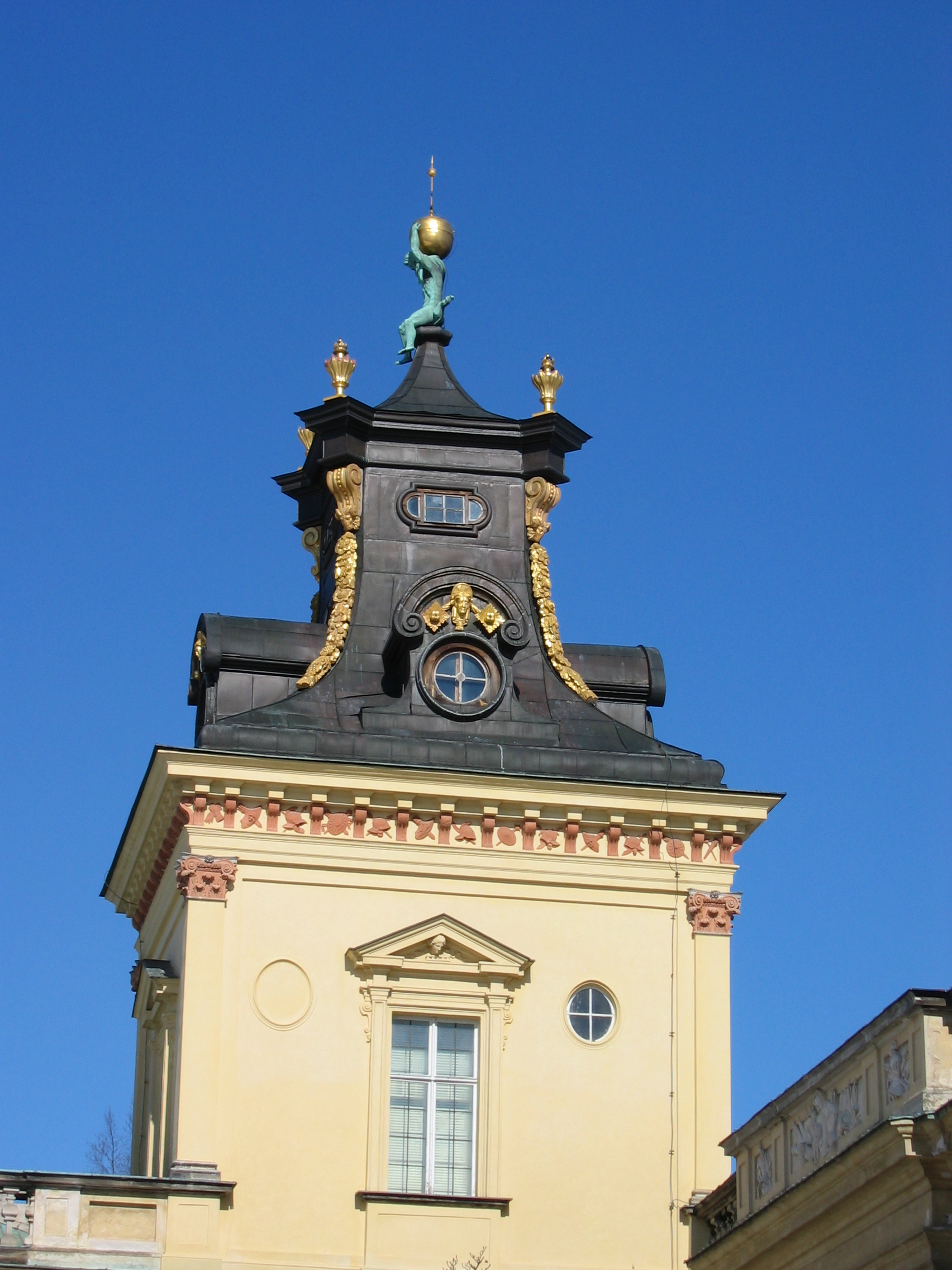
A Wilanów Palace tower

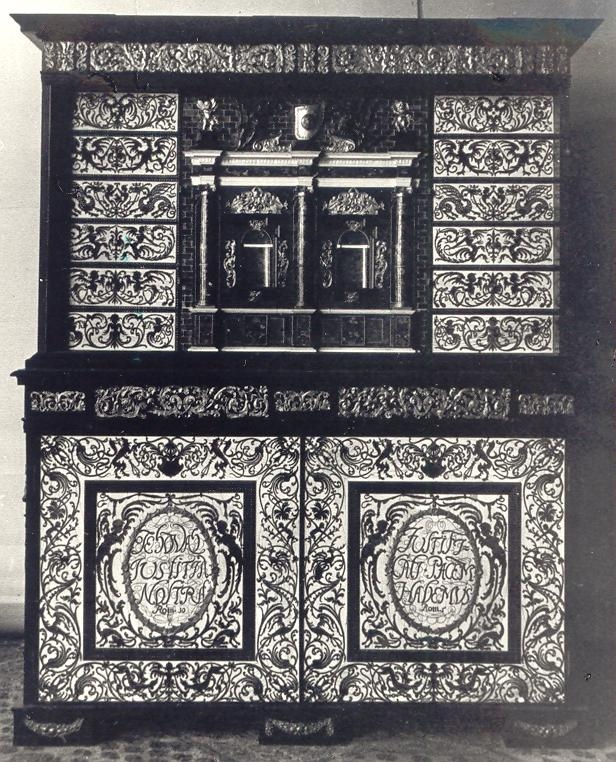
Tortoise-shell cabinet of Jan III Sobieski's, plundered by the Germans from the Wilanów Palace during World War II

Wilanów là một quận của thủ đô Warszawa, Ba Lan. Quận này có cung điện Wilanów lịch sử, được mệnh danh là "Versailles của Ba Lan" là nơi ở thứ hai của các vị vua Ba Lan.
Khu vực định cư ở vùng này được hình thành từ thế kỷ 13 khi một ngôi làng có tên Milanów được thành lập. Năm 1338, làng này trở thành đất tư của các công tước Masovia và năm 1378, hoàng tử Janusz tặng vùng đất này cho một trong số người hầu của ông.

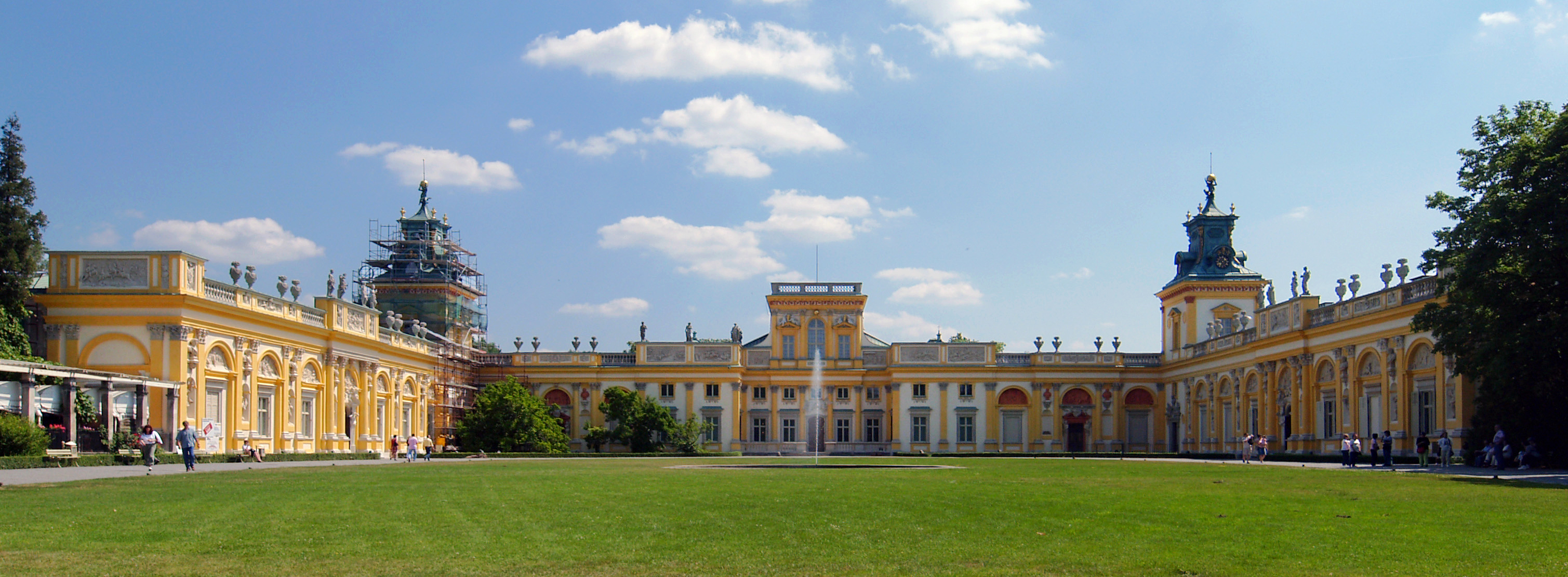
Wilanów Palace